# Ofelia Malinov
Ofelia Malinov (ur. 29 lutego 1996 w Bergamo) – włoska siatkarka pochodzenia bułgarskiego, reprezentantka kraju, grająca na pozycji rozgrywającej.
Pochodzi z rodziny siatkarskiej. Ojciec Atanas był trenerem a matka Kamelia była siatkarką. Również siostry Emma i Michela są siatkarkami.

## Sukcesy klubowe
Superpuchar Włoch:
- 2016

Puchar Włoch:
- 2017

Liga Mistrzyń:
- 2017

Puchar Challenge:
- 2022[7]

Puchar CEV:
- 2024[8]

## Sukcesy reprezentacyjne
Mistrzostwa Europy Kadetek:
- 2013

Grand Prix:
- 2017

Volley Masters Montreux:
- 2018
- 2019

Mistrzostwa Świata:
- 2018
- 2022[9]

Mistrzostwa Europy:
- 2021
- 2019

Liga Narodów:
- 2022[10]

## Nagrody indywidualne
- 2018: Najlepsza rozgrywająca Mistrzostw Świata